# Вангел Кукудев
Вангел Кукудев (на гръцки: Ευάγγελος Κουκουδέας, Евангелос Кукудеас) е гръкомански революционер, деец на гръцката въоръжена пропаганда в Македония от началото на XX век.

## Биография
Вангел Кукудев е роден в град Струмица, тогава в Османската империя, в известно семейство - негови роднини са цигуларят Димитрис Семсис и гръцката учителка Катерина Кукудева. Завършва гръцко училище в родния си град, а през 1905 година заминава за Атина, за да избяга преследването от страна на ВМОРО. Там завършва гимназия и военноморска школа, от която излиза с чин ефрейтор.
След това се присъединява към гръцката пропаганда и става четник на Йоанис Деместихас в района на Ениджевардарското езеро. На 14 февруари четата съставена от Йоанис Деместихас, Евангелос Кукудис, Николаос Зафириу от Халкидики и други македонци и критяни нападат Киркалово, в опит да убият К. Делиатанасов от Бозец, местен ръководител на ВМОРО. След неуспешния опит Кукудев застава начело на собствена чета и през март няколко пъти напада Куфалово. Напуска Ениджевардарското езеро след Младотурската революция от юли 1908 година.
Йоанис Деместихас пише за него:
| „ | С дългата коса и скромността си напомня революционера Атанасиос Дякос. Изпълнен с патриотичен ентусиазъм, но контролиран, без крайности. Вдъхваше ми пълно доверие и аз бях сигурен, че той ще изпълни дълга си и при най-трудните обстоятелства. По-скоро ще бъде убит, отколкото да избяга при засада. | “ |

По време на Итало-турската война се намира на остров Икария и през юли 1912 година обявява острова за свободен. Издигнат е за негов губернатор, сформира чета от местни хора, с която участва в освобождението на остров Хиос през Балканската война. През 1914 година се прехвърля в Северен Епир, където отново води сражения. За кратко пребивава в САЩ, а през 1916 година се включва във венизелисткия бунт срещу кралското семейство на гръцките войски в Солун. Участва в Първата световна война като офицер от пехотата и в Гръцко-турската война 1919-1922 година, по време на която е пленен от турски части. След освобождението си се връща в Гърция и достига до чин полковник.